# 237
237是236与238之间的自然数。

## 在數學中
- 合數，正因數有1、3、79和237。
質因數分解為{\displaystyle 3\times 79}。
- 虧數，真因數和為83，虧度為154。
- 不尋常數，大於平方根的質因數為79。
- 第78個半質數。前一個為235、下一個為247。
- 無平方數因數的數。
- 十进制的等數位數。
- 幸運數
- 無平方數因數的數
- 第44個質數+44（191+44）

## 在人類文化中
- 新北市三峽區的郵遞區號為237

## 在自然科學中
- 錼-237是錼中最穩定的同位素，它的半衰期有2,144,000年

## 在其他領域中
- 西元237年和前237年